# Wuikinuxv
Les Wuikinuxv sont un peuple nord-amérindien de Colombie-Britannique au Canada. Leur langue est l’oowekyala.